# Distrito rural de Izadkhvast
O distrito rural de Izadkhvast (em persa: دهستان ايزدخواست) localiza-se no distrito Central, da província de Fars, no Irã. O distrito rural tem apenas uma aldeia.